# 스타디오 루이지 페라리스
스타디오 루이지 페라리스(Stadio Luigi Ferraris) 구장은 제노바에 위치한 이탈리아의 스포츠 시설이다. 흔히 구장이 위치한 제노바 지구 이름인 마라시라고 불린다. 1911년에 개장한 본 구장은 이탈리아에서 현용되는 경기장 중 가장 오래된 경기장이다. 
약 37,000명 정도를 수용할 수 있으며, 과거 최다 수용 규모는 60,000석 이었다. 
1911년에 완공됐으며, 제노아와 삼프도리아의 홈 경기가 열리고 있다. 본 경기장은 제노아 시 소유이나, 경기장 운영권을 2016년부터 2022년까지 루이지 페라리스 Srl에 양도되어 있고, 루이지 페라리스 회사는 이 구장을 사용하는 양 구단의 지분이 동일하게 소유하고 있다.
1990년 FIFA 월드컵을 개최했던 경기장 중 하나이기도 하다.

## 경기장 이름의 유래
제노아 CFC의 주장이자 제1차 세계 대전의 참전 용사였던 루이지 페라리스를 기리기 위해 그의 이름을 경기장에 헌액했다.

## 기록

### 1934년 FIFA 월드컵
| 날짜            | 팀 1   | 스코어 | 팀 2   | 라운드 |
| --------------- | ------ | ------ | ------ | ------ |
| 1934년 5월 27일 | 브라질 | 1 - 3  | 스페인 | 16강   |